# زيت الذرة

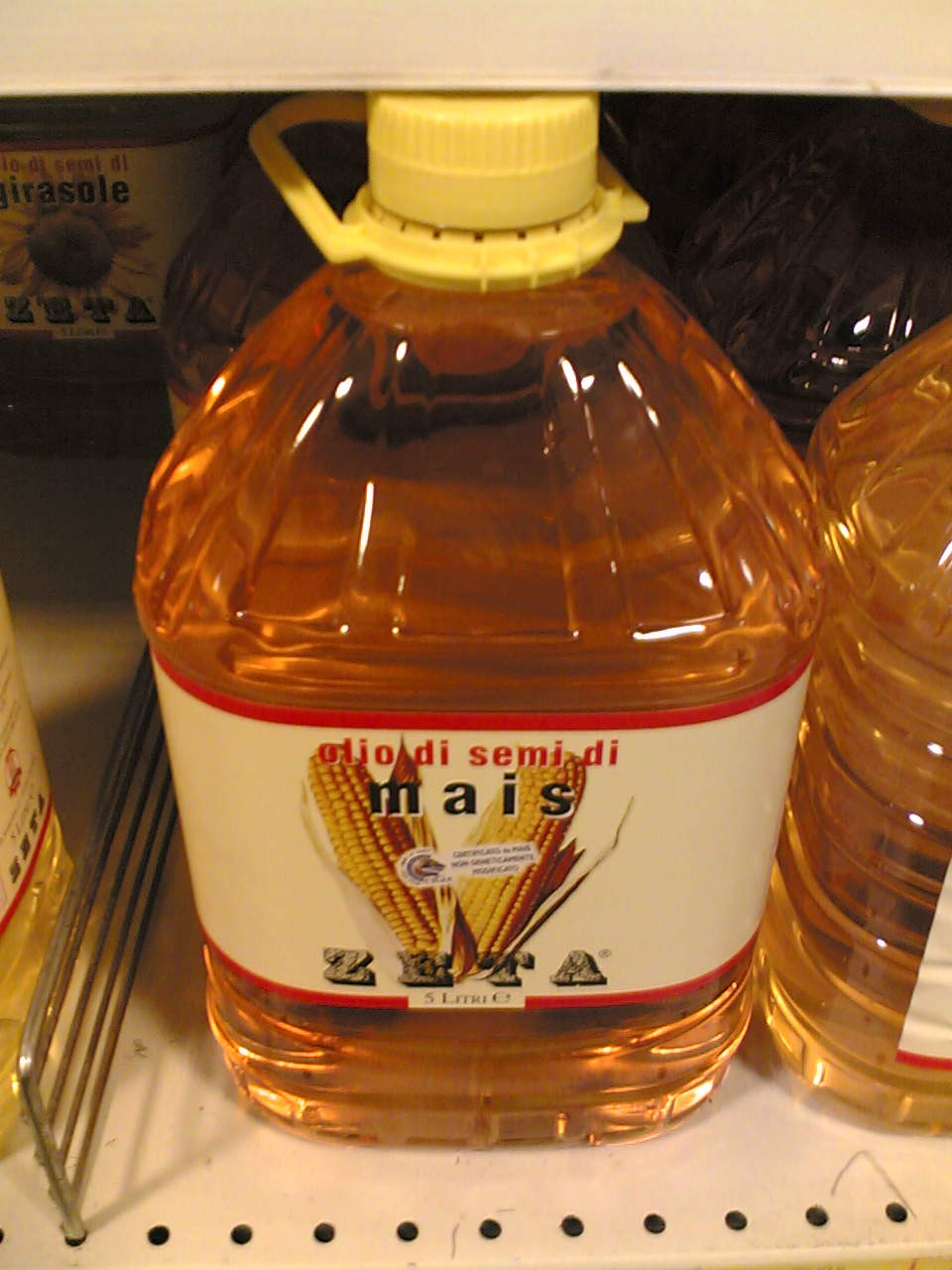
عبوة زيت الذرة حجم 5 لتر.

زيت الذرة هو الزيت المستخرج من نبتة الذرة، ويستخدم بشكل أساسي في الطبخ، وهو عنصر أساسي في بعض أنواع السمن النباتي. زيت الذرة أقل تكلفة من أنواع أخرى من الزيوت النباتية.
زيت الذرة يستخدم في وقود الديزل الحيوي. وتشمل الاستخدامات الصناعية الأخرى لزيت الذرة في الصابون، والمراهم والطلاء المضاد للصدأ وفي المنسوجات والمبيدات الحشرية.

## تأثيره على الصحة
تشير بعض الأبحاث الطبية أن المستويات المفرطة من أوميغا 6 وأحماض أوميغا 3 وهذا يزيد من احتمال حدوث عدد من الأمراض والاكتئاب.
أن تناول جرعات عالية من حمض دهني أوميغا-6 قد يزيد من احتمال النساء بسرطان الثدي بعد سن اليأس. وقد لوحظ آثار مماثلة لسرطان البروستاتا.